# Homalopsis hardwickii
Espèce
Homalopsis hardwickii est une espèce de serpents de la famille des Homalopsidae.

## Répartition
Cette espèce est endémique du Nord-Est de l'Inde.

## Publication originale
- Gray, 1842 : Monographic Synopsis of the Water Snakes, or the Family of Hydridae. The Zoological Miscellany, vol. 2, p. 59-68 (texte intégral).